# Parlamentswahl in den Niederlanden 2010
- SP: 15
- PvdD: 2
- GL: 10
- PvdA: 30
- D66: 10
- CU: 5
- CDA: 21
- VVD: 31
- SGP: 2
- PVV: 24

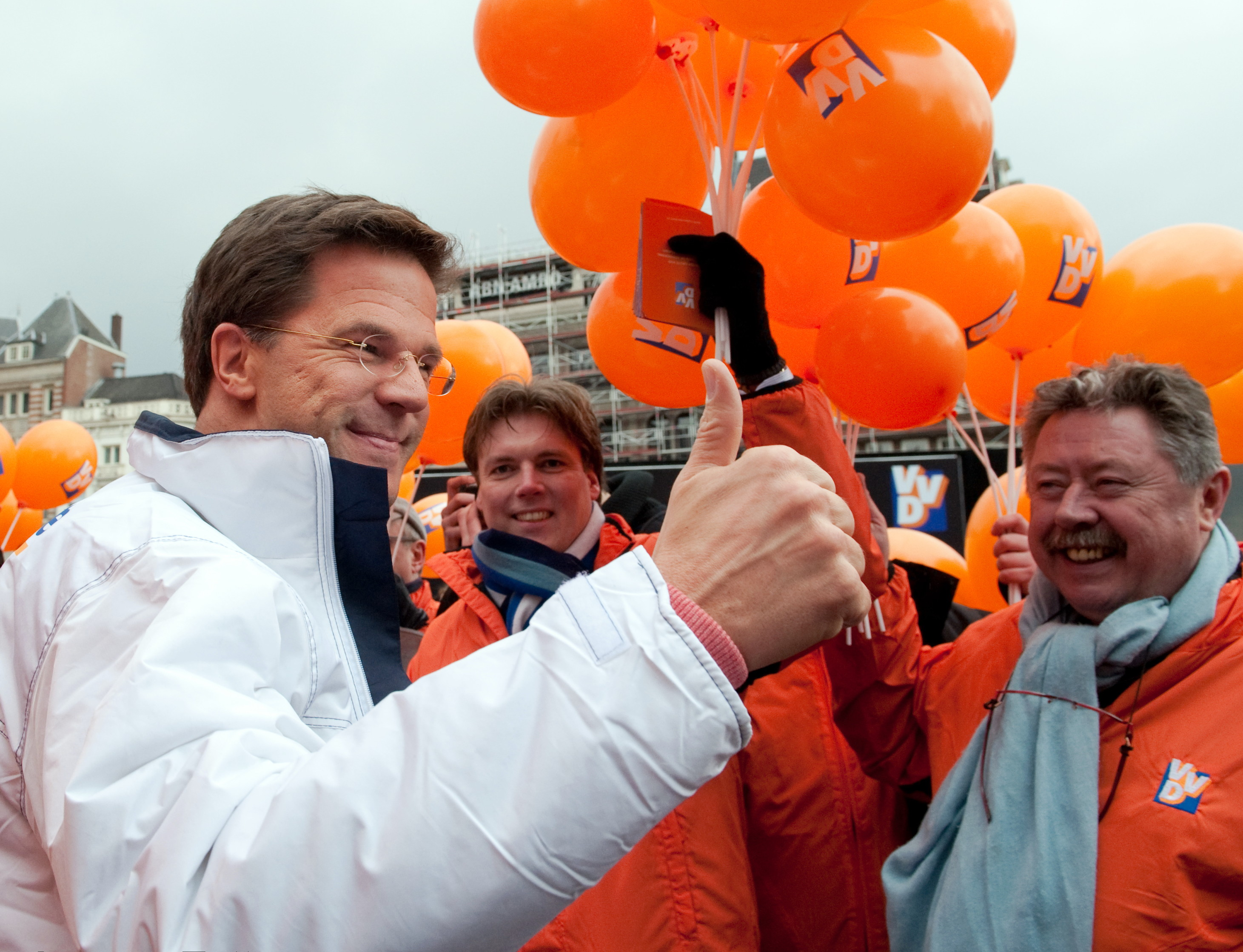
VVD-Führer Mark Rutte, bald darauf Umfragen-Favorit, bei einer Wahlkampfveranstaltung in Amsterdam, Februar 2010

Die niederländische Parlamentswahl 2010 (Wahlen der Zweiten Kammer der Generalstaaten) fanden am 9. Juni 2010 statt. Es handelte sich dabei um vorgezogene Neuwahlen, die durch den Bruch der Koalition von Christen-Democratisch Appèl (CDA), Partij van de Arbeid (PvdA) und ChristenUnie (CU) im Februar des Jahres erforderlich wurden.
Auslöser für den Rückzug der PvdA aus der Koalition waren Meinungsverschiedenheiten über die Verlängerung des niederländischen Mandats in der afghanischen Provinz Uruzgan. Am 20. Februar 2010 gab Premierminister Jan Peter Balkenende den Rücktritt der PvdA-Minister bekannt. Nachdem Königin Beatrix das Rücktrittsgesuch am 23. Februar angenommen hatte, setzte sich das geschäftsführende Kabinett Balkenende IV nur noch aus Vertretern der christlichen Parteien CDA und CU zusammen, die im Parlament lediglich über 47 von 150 Sitzen verfügten.
Bei der Wahl stürzte der CDA von Ministerpräsident Balkenende auf den vierten Platz ab, er verlor fast die Hälfte seines Stimmenanteils und seiner Parlamentssitze. Größte Gewinner waren die bislang oppositionelle rechtsliberale VVD unter Mark Rutte, die erstmals in ihrer Geschichte stärkste Kraft wurde, und die rechtspopulistische PVV von Geert Wilders, die ihr Ergebnis im Vergleich zur vorherigen Wahl fast verdreifachte. 
Nach langwierigen Verhandlungen zur Regierungsbildung (127 Tage) wurde das Kabinett Rutte I ernannt, eine Minderheitsregierung aus VVD und CDA, die von der PVV toleriert wurde. Nach 18 Monaten zerbrach diese Tolerierungsabsprache, weshalb es 2012 zur vorgezogenen Neuwahl kam.

## Antretende Parteien
Am 29. April 2010 wurde bekanntgegeben, dass 19 Listen in folgender Reihenfolge zur Wahl stehen werden:
| Liste | Partei                                                  | Spitzenkandidat      | Ergebnis 2006      |
| ----- | ------------------------------------------------------- | -------------------- | ------------------ |
| 1.    | Christen-Democratisch Appèl (CDA)                       | Jan Peter Balkenende | 41 Sitze, 26,5 %   |
| 2.    | Partij van de Arbeid (PvdA)                             | Job Cohen            | 33 Sitze, 21,2 %   |
| 3.    | Socialistische Partij (SP)                              | Emile Roemer         | 25 Sitze, 16,6 %   |
| 4.    | Volkspartij voor Vrijheid en Democratie (VVD)           | Mark Rutte           | 22 Sitze, 14,7 %   |
| 5.    | Partij voor de Vrijheid (PVV)                           | Geert Wilders        | 9 Sitze, 5,9 %     |
| 6.    | GroenLinks (GL)                                         | Femke Halsema        | 7 Sitze, 4,6 %     |
| 7.    | ChristenUnie (CU)                                       | André Rouvoet        | 6 Sitze, 4,0 %     |
| 8.    | Democraten 66 (D66)                                     | Alexander Pechtold   | 3 Sitze, 2,0 %     |
| 9.    | Partij voor de Dieren (PvdD)                            | Marianne Thieme      | 2 Sitze, 1,8 %     |
| 10.   | Staatkundig Gereformeerde Partij (SGP)                  | Kees van der Staaij  | 2 Sitze, 1,6 %     |
| 11.   | Partij Voor De Mens en alle overige aardbewoners (PVDM) | nicht zugelassen     | nicht teilgenommen |
| 12.   | Nieuw Nederland                                         | Jan-Frank Koers      | nicht teilgenommen |
| 13.   | Trots op Nederland / Lijst Rita Verdonk (TON)           | Rita Verdonk         | nicht teilgenommen |
| 14.   | Partij voor Mens en Spirit (MenS)                       | Lea Manders          | nicht teilgenommen |
| 15.   | Heel Nederland (Heel NL)                                | Daisha de Wijs       | nicht teilgenommen |
| 16.   | Partij één                                              | Yesim Çandan         | nicht teilgenommen |
| 17.   | Namenlose Liste (LEF, inzwischen Lijst 17)              | Lot Feijen           | nicht teilgenommen |
| 18.   | Piratenpartij                                           | Samir Allioui        | nicht teilgenommen |
| 19.   | Namenlose Liste (Evangelische Partij Nederland)         | Yvette Laclé         | nicht teilgenommen |

Die ersten zehn Parteien erscheinen in der Reihenfolge ihres Abschneidens bei der letzten Wahl. Die Positionen 11 bis 18 wurden ausgelost. Die PVDM hat die benötigten Unterlagen bei Fristablauf nicht vollständig vorlegen können und konnte nicht an der Wahl teilnehmen. Die Vereinigung LEF (Liberté, Egalité, Fraternité) hat sich nicht termingerecht als Partei registrieren lassen und wird daher als Liste ohne Namen geführt. Sie hat sich als Reaktion darauf inzwischen in „Lijst 17“ umbenannt. Die EPN hat nicht für alle 19 Wahlkreise Kandidatenlisten eingereicht und erscheint deshalb an letzter Stelle, aufgrund formaler Versäumnisse ebenfalls als Liste ohne Namen. Die Partei Heel Nederland wurde in sieben Wahlkreisen wegen einer zu geringen Zahl an Unterstützungsunterschriften nicht zugelassen. Sämtliche antretenden Parteien haben für alle Wahlkreise, in denen sie antreten, jeweils dieselbe Liste, sowohl die Kandidaten als auch ihre Reihenfolge ist exakt gleich.

## Entwicklungen und Trends im Vorfeld

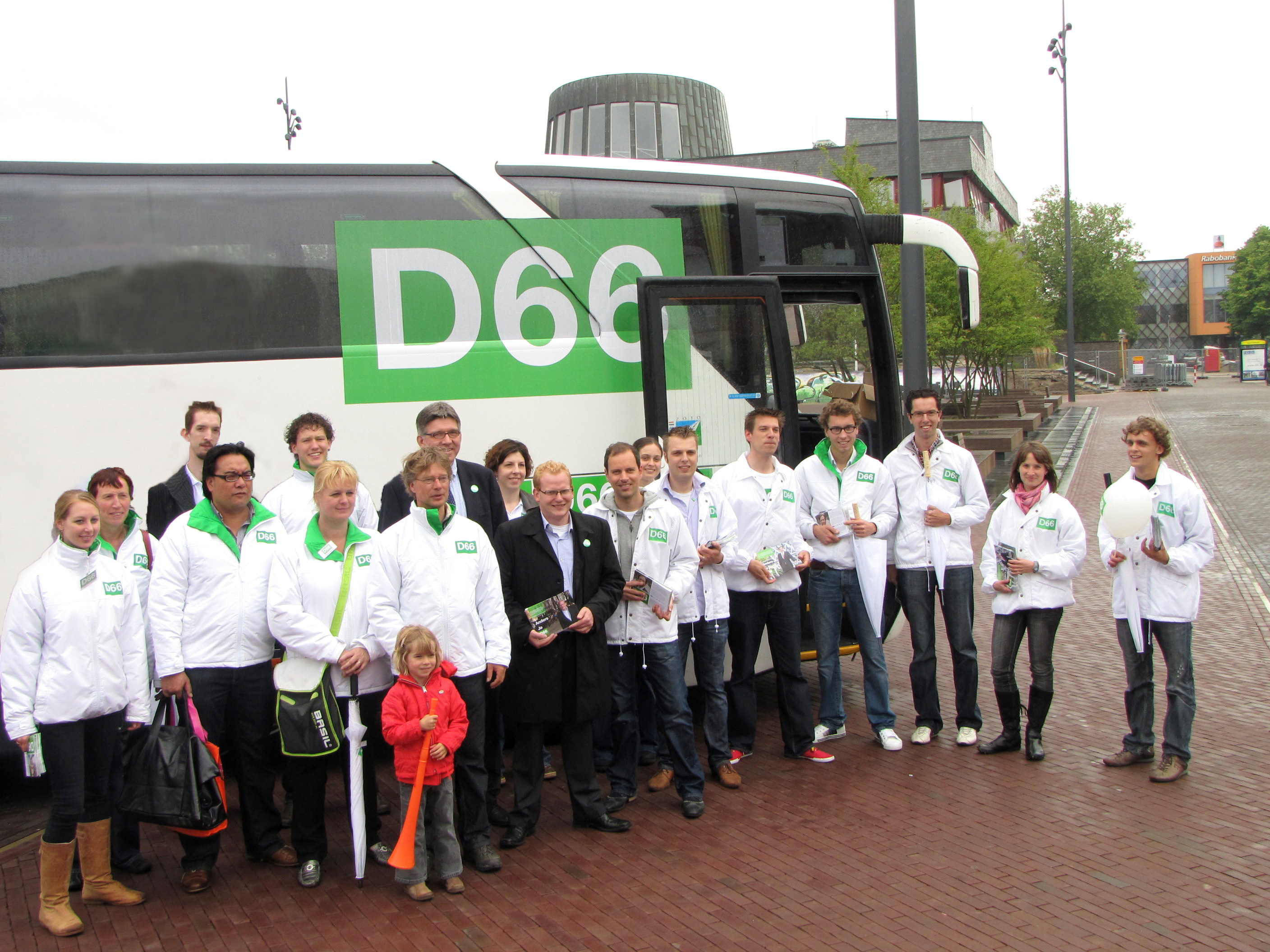
Wahlgewinner waren unter anderem Democraten 66, hier ein campagnebus in Doetinchem.

PvdA und GroenLinks sowie CU und SGP gingen jeweils eine Listenverbindung ein, was die Chancen auf die Zuteilung eines Restmandats erhöhte.
Von den Parteien, die bei den Parlamentswahlen des Jahres 2006 ohne Mandat geblieben sind, trat keine bei der aktuellen Wahl an.
Auf Basis der bis zuletzt stark schwankenden Umfrageergebnisse waren keine verlässlichen Aussagen über die künftige Stärke der Parteien oder die mögliche Zusammensetzung einer neuen Regierungskoalition möglich. Einige Trends deuteten sich jedoch – auch unter Berücksichtigung der Ergebnisse der Europawahl 2009 und der Gemeinderatswahlen vom März 2010 – an. Verluste gegenüber der Wahl des Jahres 2006 wurden dabei für die SP erwartet, die ihr Rekordergebnis vom November 2006 kaum wieder erreichen konnte und für das acht Jahre lang mit Premier Balkenende die niederländische Regierungspolitik bestimmende CDA.
Zugewinne wurden am ehesten erwartet für die rechtspopulistische PVV mit ihrem über die Landesgrenzen hinaus umstrittenen Führer Geert Wilders, die rechtsliberale VVD, die Ende Mai in der Wählergunst an die erste Stelle vorrückte, und die sozialliberale Partei D66, die 2006 ihr bislang schlechtestes Wahlergebnis einfuhr. Für die übrigen im Parlament vertretenen Parteien wurde nicht mit großen Veränderungen gerechnet; ihnen allen wurde der Wiedereinzug in die Zweite Kammer zugetraut. Von den neu antretenden Listen konnte eventuell TON zu einem Sitz kommen. Die Parteigründerin Rita Verdonk war Parlamentsmitglied, da sie 2006 als Kandidatin der VVD gewählt wurde, aus der sie dann 2007 ausgetreten war ohne ihr Mandat abzugeben.

## Wahlergebnis
Das amtliche Endergebnis wurde am 15. Juni vom Kiesraad veröffentlicht. Die VVD wurde knapp vor der leicht verlierenden PvdA die größte Partei, dann folgt als deutlicher Wahlgewinner die PVV. Der CDA, zuvor stets die größte bzw. selten die zweitgrößte Partei, fiel dramatisch ab auf den vierten Platz.
| Partei            | Partei                                        | 2006      | 2006    | 2006    | 2010      | 2010    | 2010  | Unterschied | Unterschied |
| Stimmen           | Prozent                                       | Sitze     | Stimmen | Prozent | Sitze     | Prozent | Sitze |             |             |
| ----------------- | --------------------------------------------- | --------- | ------- | ------- | --------- | ------- | ----- | ----------- | ----------- |
|                   | Volkspartij voor Vrijheid en Democratie (VVD) | 1.435.400 | 14,7    | 22      | 1.929.575 | 20,5    | 31    | +5,8        | +9          |
|                   | Partij van de Arbeid (PvdA)                   | 2.080.554 | 21,2    | 33      | 1.848.805 | 19,6    | 30    | −1,6        | −3          |
|                   | Partij voor de Vrijheid (PVV)                 | 578.615   | 5,9     | 9       | 1.454.493 | 15,5    | 24    | +9,6        | +15         |
|                   | Christen-Democratisch Appèl (CDA)             | 2.602.668 | 26,5    | 41      | 1.281.886 | 13,6    | 21    | −12,9       | −20         |
|                   | Socialistische Partij (SP)                    | 1.628.343 | 16,6    | 25      | 924.696   | 9,8     | 15    | −6,8        | −10         |
|                   | Democraten 66 (D66)                           | 191.911   | 2,0     | 3       | 654.167   | 6,9     | 10    | +5,0        | +7          |
|                   | GroenLinks (GL)                               | 449.958   | 4,6     | 7       | 628.096   | 6,7     | 10    | +2,1        | +3          |
|                   | ChristenUnie (CU)                             | 389.984   | 4,0     | 6       | 305.094   | 3,2     | 5     | −0,7        | −1          |
|                   | Staatkundig Gereformeerde Partij (SGP)        | 153.150   | 1,6     | 2       | 163.581   | 1,7     | 2     | +0,2        | 0           |
|                   | Partij voor de Dieren (PvdD)                  | 179.484   | 1,8     | 2       | 122.317   | 1,3     | 2     | −0,5        | 0           |
|                   | Trots op Nederland (TON)                      | -         | -       | - (1)   | 52.937    | 0,6     | 0     | +0,6        | (−1)        |
|                   | Partij voor Mens en Spirit                    | -         | -       | -       | 26.196    | 0,3     | 0     | +0,3        | 0           |
|                   | Piratenpartij                                 | -         | -       | -       | 10.471    | 0,1     | 0     | +0,1        | 0           |
|                   | Lijst 17 (LEF)                                | -         | -       | -       | 7.456     | 0,1     | 0     | +0,1        | 0           |
|                   | Nieuw Nederland                               | -         | -       | -       | 2.010     | 0,0     | 0     | 0,0         | 0           |
|                   | Partij één                                    | -         | -       | -       | 2.042     | 0,0     | 0     | 0,0         | 0           |
|                   | Heel Nederland                                | -         | -       | -       | 1.255     | 0,0     | 0     | 0,0         | 0           |
|                   | Liste Laclé (Evangelische Partij Nederland)   | -         | -       | -       | 924       | 0,0     | 0     | 0,0         | 0           |
|                   | Sonstige 2006                                 | 120.446   | 1,2     | 0       | -         | -       | -     | -           | -           |
| Insgesamt gültige | Insgesamt gültige                             | 9.838.683 | 100,0   | 150     | 9.416.001 | 100,0   | 150   | 0,0         | 0           |

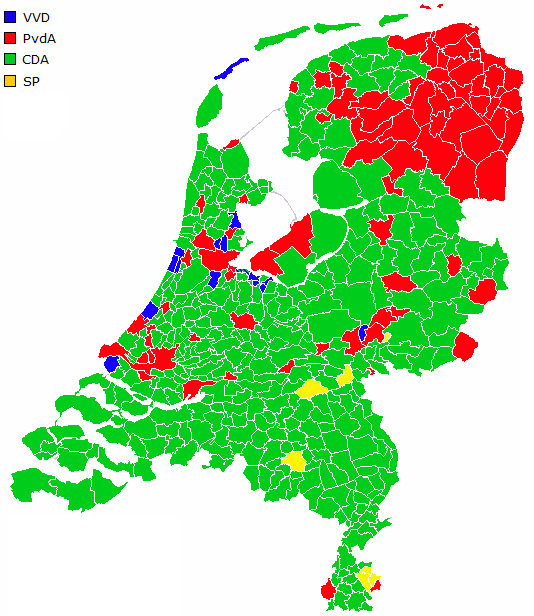
Die stärksten Parteien in den einzelnen Gemeinden 2006 …

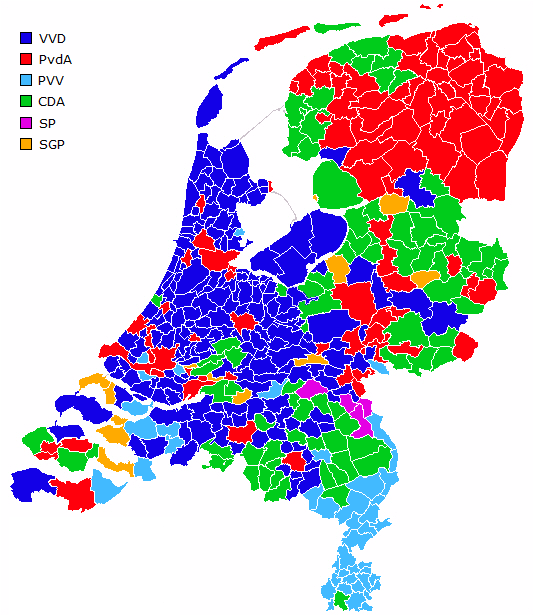
… sowie 2010, deutlich sichtbar die Verluste des CDA

In sechs Provinzen wurde die VVD am größten, gefolgt von der PvdA in den vier nördlichen Provinzen Groningen, Friesland, Drenthe und Noord-Holland. Am meisten Stimmen in Overijssel hat der CDA bekommen und in Limburg die PVV (Geert Wilders stammt aus dieser Provinz). Zuid-Holland stellt die meisten, nämlich etwa ein Fünftel aller Sitze, Zeeland und Flevoland jeweils nur drei.
Auf der politischen Landkarte mit den Ergebnissen der Gemeinden schlägt sich der Absturz des CDA (grün) und die relative Stärke der VVD (blau) nieder. Die Sozialdemokraten (rot) behalten ihre Bastionen im Nordosten und in einzelnen Gemeinden, oft großen Städten. Wegen der Schwäche des CDA ist der streng-calvinistische Bibelgürtel mit der SGP (orange) leicht erkennbar. Die Hochburgen des CDA im Osten und Süden sind nur bedingt stehen geblieben, im Südosten dominiert nun die PVV (hellblau).
Die Wahlbeteiligung (75,40 %) lag rund fünf Prozent unter dem Wert von 2006 (80,35 %). Der Kiesdeler (Mindeststimmenzahl für das Erreichen eines Sitzes) beträgt 62.773. Unter den 150 gewählten Abgeordneten befinden sich 89 Männer und 61 Frauen. Von diesen kamen Sabine Uitslag (CDA) und Pia Dijkstra (D66) durch Vorzugsstimmen trotz eines weniger günstigen Listenplatzes ins Parlament.
Maurice de Hond, einer der führenden Meinungsforscher des Landes, schreibt, dass von den Wählern der PvdA 42 Prozent lieber eine andere Partei gewählt hätten, sich aber letztlich aus strategischen Gründen für die PvdA entschieden haben. Von den anderen Parteien haben nur 10 bis 15 Prozent strategisch gewählt. Er weist darauf hin, dass die Wähler heutzutage sehr wechselhaft sind.
Neun Tage nach der Wahl hätten laut einer Internet-basierten Befragung 15 Prozent der Wähler eine andere Partei gewählt, so dass die VVD 29 Sitze, die PVV 28, die PvdA 27 und der CDA 19 Sitze bekommen hätte. Laut der ersten Wahlumfrage nach der Wahl des Instituts Synovate, dessen Umfragen vor der Wahl mit Ausnahme der Werte für die PVV dem tatsächlichen Wahlergebnis sehr nahe kamen, verzeichneten VVD, PvdA und PVV leichte Gewinne und kämen auf 34 (3 mehr als bei der Wahl), 32 (2 mehr), beziehungsweise 25 (einer mehr) Sitze. Der CDA schnitt noch zwei Sitze schlechter ab als bei der Wahl und käme auf 19 Sitze.

## Regierungsbildung

### Ausgangslage

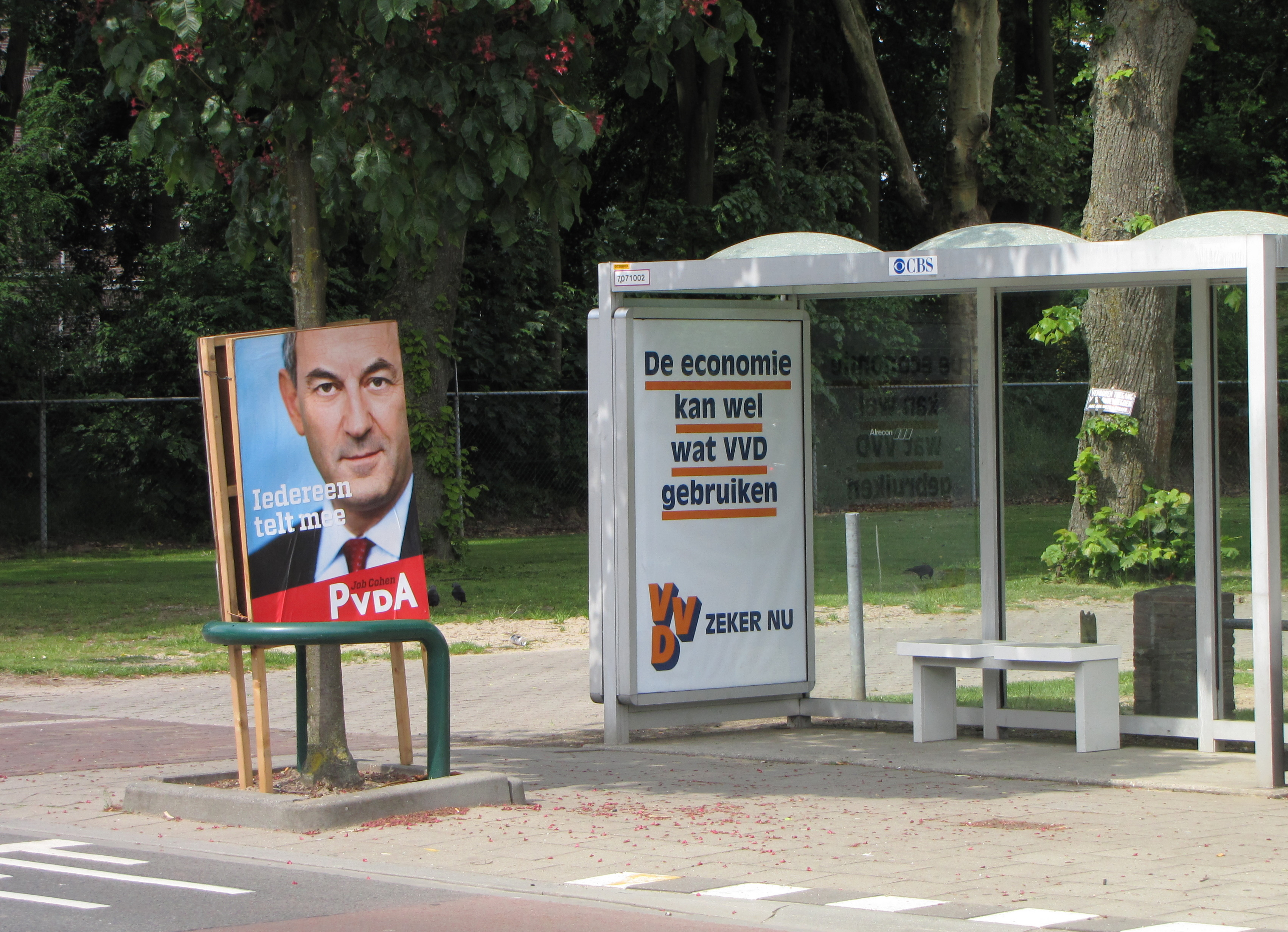
Wahlreklame Anfang Juni 2010 in Ulft, mit den beiden Parteien, die schließlich die meisten Stimmen erhalten haben.

Noch am Wahlabend erklärte der scheidende Premierminister Balkenende angesichts der deutlichen Wahlniederlage seinen Rücktritt als politischer Führer der Partei CDA. Bis zur Bildung eines neuen Kabinetts blieb Balkenende weiterhin geschäftsführend im Amt, sein Nachfolger als politischer Führer des CDA wurde Außenminister Maxime Verhagen.
Das Wahlergebnis machte eine Koalition von drei oder mehr Parteien notwendig, um auf die in den Niederlanden üblicherweise gewünschte absolute Mehrheit zu kommen. Im Gespräch waren vor allem folgende Kombinationen:
- VVD, PvdA, CDA, oft als nationale oder Koalition der Mitte bezeichnet (82 von 150 Sitzen).
- VVD, PVV, CDA, die Rechtskoalition, eventuell in einer Variante, in der die PVV ein Minderheitskabinett von VVD und CDA toleriert (76 Sitze). Die SGP mit ihren zwei Sitzen hatte sich dazu bereit erklärt, unter Bedingungen ein solches Kabinett ebenfalls zu unterstützen.
- VVD, PvdA, D66, GL als sogenannte Paars-Plus-Koalition. Paars (lila) nannte man die früheren Koalitionen der drei erstgenannten Parteien, das für die Mehrheit notwendige plus meint die Grüne Linke (81 Sitze).

Laut einer repräsentativen Umfrage von Synovate aus der Woche nach der Wahl waren 31 Prozent aller Wähler für eine rechte Koalition (8 % davon wollten eine Koalition inklusive SGP). 22 Prozent bevorzugten die sogenannte „lila-plus“-Koalition, 11 Prozent votierten für eine Koalition der Traditionsparteien VVD, PvdA und CDA. Diese Konstellation wurde jedoch von der Mehrheit der CDA-Wähler gewünscht (37 %). Nur 18 % waren hier für ein Rechtsbündnis aus VVD, PVV und CDA. Weitere 13 % befürworteten ein solches Bündnis inklusive der SGP.
Maurice de Hond zufolge waren am 13. Juni 89 Prozent der PVV-Wähler und 65 Prozent der VVD-Wähler für die Rechtskoalition, beim CDA nur 43 Prozent. Die übrigen Wähler (D66, PvdA, SP, GroenLinks) waren mit jeweils 82 bis 95 Prozent dagegen. Eine Paars-Plus-Koalition wurde von den Wählern von PvdA, D66 und GroenLinks mit jeweils 90 bis 95 befürwortet, aber nur von 17 Prozent der VVD-Wähler. Insgesamt bevorzugten 35 Prozent der Wähler die Rechtskoalition, 33 Prozent Lila-plus und zehn Prozent ein Kabinett mit VVD, PvdA und CDA. Des Weiteren glaubten 54 Prozent der Befragten, dass die nächste Wahl bereits 2011 oder 2012 stattfinden werde, nur 21 Prozent sahen sie im Jahr 2014.

### Informateur Rosenthal
Am 12. Juni benannte Königin Beatrix Uri Rosenthal, den Fraktionsvorsitzenden der VVD in der Ersten Kammer, zum Informateur. Er sollte vor allem, aber nicht nur, die Möglichkeit einer VVD-PVV-Koalition ausloten, den beiden erfolgreichsten Parteien. Rosenthal gab am 17. Juni bekannt, dass er keine Möglichkeit zur Bildung einer Koalition aus VVD, PVV und CDA sehe. Aus einigen Ortsverbänden des CDA hatte es teils heftigen Widerstand gegen eine Koalition mit Wilders gegeben, bis hin zur Austrittsdrohung.
Am 22. Juni wurden auch die Verhandlungen über die Bildung einer Paars-Plus-Koalition zunächst für gescheitert erklärt, weil insbesondere Mark Rutte (VVD) keine Perspektive für eine Zusammenarbeit mit den Sozialdemokraten sah. Als nächste Option sah Rosenthal ein Kabinett der Mitte, eventuell erweitert durch D66 und GroenLinks. Rosenthal empfahl in seinem Abschlussbericht an die Königin vom 25. Juni, die weiteren Sondierungsgespräche mit den fünf Parteien VVD, PvdA, CDA, D66 und GroenLinks zu führen und die Bildung eines Kabinetts „der breiten Mitte“ anzustreben.

### Informateur Tjeenk Willink (1. Mal)
Die nachfolgenden Unterredungen führte der von Beatrix zum neuen Informateur bestellte Vizepräsident des Staatsrates, Herman Tjeenk Willink (PvdA) und empfahl in seinem Abschlussbericht am 5. Juli die Bildung von Paars-Plus, weil nur diese Kombination in der Summe gestärkt aus der Wahl hervorgegangen sei, während jedes Modell unter Einbeziehung des CDA einen negativen Saldo aufweise.
Die nachfolgenden Koalitionsverhandlungen wurden im Auftrag der Königin von Uri Rosenthal und Jacques Wallage moderiert. Nach rund zwei Wochen eingehender Beratungen kamen die beiden Informateurs jedoch zu dem Befund, dass mit einer Einigung zwischen VVD und PvdA über die Zusammensetzung eines Sparpakets kurzfristig nicht zu rechnen sei.

### Informateur Lubbers
Am 22. Juli wurde der frühere CDA-Ministerpräsident Ruud Lubbers informateur. Am 24. Juli beschloss die CDA-Fraktion, mit VVD und PVV über eine Koalition zu verhandeln. Am 30. Juli verständigten sich die drei Parteien auf eine von der PVV unterstützte VVD/CDA-Minderheitsregierung. In seinem Abschlussbericht an die Königin empfahl Lubbers am 3. August, dieses Modell weiter zu verfolgen. Bei einer Sondersitzung der Zweiten Kammer wurde ihm am 4. August von verschiedenen linken Parteien der Vorwurf gemacht, sich nicht an seinen Auftrag gehalten zu haben, da wichtige Verhandlungen zwischen VVD, PVV und CDA ohne seine Moderation stattfanden und die Weichen für eine instabile Minderheitsregierung gestellt worden seien.

### Informateur Opstelten (1. Mal)
Die Königin beauftragte noch am gleichen Tag den auf Wunsch der drei Rechtsparteien von Lubbers vorgeschlagenen Ivo Opstelten (den VVD-Vorsitzenden) damit, als neuer informateur den Abschluss eines Koalitionsvertrages zwischen VVD und CDA anzusteuern. Am 31. August und 1. September kam es zu heftigen Auseinandersetzungen in der CDA-Fraktion, da drei ihrer Abgeordneten, darunter der noch amtierende Gesundheitsminister Ab Klink, eine von der PVV gestützte VVD/CDA-Regierung nicht mehr mittragen und die Verhandlungen beenden wollten.
Nach starkem innerparteilichen Druck stimmten sie in der Nacht von 1. zum 2. September doch einer Fortführung der Verhandlungen zu. Geert Wilders erklärte seinerseits am 3. September die Verhandlungen für gescheitert und begründete das damit, dass der CDA zu instabil sei. Am 4. September gab Informateur Opstelten seinen Auftrag zurück.

### Informateur Tjeenk Willink (2. Mal)
Am 6. September ernannte die Königin erneut Herman Tjeenk Willink zum informateur, um Koalitionsmöglichkeiten auszuloten. Am gleichen Tag legte Ab Klink sein Mandat als CDA-Abgeordneter nieder. Daraufhin gab Wilders am folgenden Tag seine Bereitschaft bekannt, die abgebrochenen Verhandlungen mit VVD und CDA wieder aufzunehmen. VVD und CDA stimmten dem zu. Informateur Tjeenk Willink empfahl entsprechend in seinem Abschlussbericht die Wiederaufnahme der Verhandlungen zwischen VVD, PVV und CDA.

### Informateur Opstelten (2. Mal)
Am 13. September wurde Ivo Opstelten erneut zum informateur berufen und die Verhandlungen wurden fortgesetzt. Am 28. September einigten sich VVD, PVV und CDA. Die Vereinbarungen bestehen aus einem Koalitionsabkommen von VVD und CDA und einem Duldungsabkommen dieser beiden Parteien mit der PVV. Man einigte sich u. a. auf Verschärfungen im Ausländerrecht, eine Verschlankung der Verwaltung und Erhöhung des Rentenalters, das langfristig an die Lebenserwartung gekoppelt werden soll, auf 66 Jahre. Besonders von der VVD geforderte Einschnitte bei Sozialleistungen und Kündigungsschutz unterbleiben wegen des Widerstands von Wilders weitgehend, beim Kündigungsschutz sogar vollständig. Die von der Vorgängerregierung geplante Einführung einer Straßenmaut wurde bereits im Vorfeld von allen drei Parteien abgelehnt. Am 29. September stimmten die Fraktionen von VVD und PVV einstimmig für den erzielten Kompromiss. Auch die CDA-Fraktion stimmte nach einer langen Sitzung zu, aber bei zwei Gegenstimmen. Am 2. Oktober stimmte eine Mitgliederversammlung des CDA mit 2759 zu 1274 Stimmen für eine von der PVV unterstützte VVD/CDA-Regierung. Am 5. Oktober sagte die gesamte CDA-Fraktion in der 2. Kammer die Unterstützung der neuen Regierung zu, einschließlich der beiden Abgeordneten, die am 28. September gegen die Zusammenarbeit mit Wilders waren. Diese Abgeordneten halten ihre Vorbehalte gegen Wilders dennoch aufrecht. Am 7. Oktober legte informateur Opstelten der Königin seinen Abschlussbericht vor.

### Formateur Rutte
Am 7. Oktober wurde VVD-Führer Mark Rutte zum formateur ernannt, um das neue Kabinett zusammenzustellen. Bereits am 5. Oktober hatten sich VVD und CDA auf die Aufteilung der Ministerposten geeinigt. Beide Parteien sollen jeweils sechs Regierungsmitglieder und vier Staatssekretäre stellen. Mit 12 Mitgliedern ist das neue Kabinett vergleichsweise klein, ebenso die Zahl der Staatssekretäre. Seit Ende der 60er Jahre hatte das Kabinett fast immer 14 bis 16 Mitglieder. Die Struktur der Ministerien wird erstmals seit 1982 wesentlich verändert. Das Justizministerium wird in Ministerium für Sicherheit und Justiz umbenannt und erhält zusätzlich die bisher beim Innenministerium angesiedelte Zuständigkeit für die Polizei. Das Landwirtschaftsministerium wird ins Wirtschaftsministerium eingegliedert, das Ministerium für Verkehr und Wasserwirtschaft fusioniert mit dem Ministerium für Wohnungswesen, Raumordnung und Umwelt. Das neue Kabinett wurde am 14. Oktober 2010 vereidigt.
| Amt                                                                            | Name (Partei)                    |
| ------------------------------------------------------------------------------ | -------------------------------- |
| Ministerpräsident Minister für allgemeine Angelegenheiten                      | Mark Rutte (VVD)                 |
| Stellvertretender Ministerpräsident Minister für Wirtschaft und Landwirtschaft | Maxime Verhagen (CDA)            |
| Außenminister                                                                  | Uri Rosenthal (VVD)              |
| Finanzminister                                                                 | Jan Kees de Jager (CDA)          |
| Minister für Sicherheit und Justiz                                             | Ivo Opstelten (VVD)              |
| Innenminister                                                                  | Piet Hein Donner (CDA)           |
| Minister für Immigration und Asyl[1]                                           | Gerd Leers (CDA)                 |
| Minister für Soziales und Arbeit                                               | Henk Kamp (VVD)                  |
| Ministerin für Unterricht, Kultur und Wissenschaft                             | Marja van Bijsterveldt (CDA)     |
| Gesundheitsministerin                                                          | Edith Schippers (VVD)            |
| Ministerin für Infrastruktur und Umwelt                                        | Melanie Schultz van Haegen (VVD) |
| Verteidigungsminister                                                          | Hans Hillen (CDA)                |
| [1]Minister ohne Portefeuille, dem Innenministerium zugeordnet                 |                                  |

## Belege
1. 1 2  Uitslag verkiezing leden Tweede Kamer van 9 juni 2010 (Memento des Originals vom 21. Juli 2011 im Internet Archive)  Info: Der Archivlink wurde automatisch eingesetzt und noch nicht geprüft. Bitte prüfe Original- und Archivlink gemäß Anleitung und entferne dann diesen Hinweis. kiesraad.nl
2. ↑  „Niederländische Regierung zerbrochen“, SPIEGEL ONLINE, 20. Februar 2010
3. ↑  Kiesraad maakt nummering kandidatenlijsten bekend, 29. April 2010 (Memento vom 3. Mai 2010 im Internet Archive) • Deelnemende partijen en kandidatenlijsten definitief bekend, Parlement & politiek, 19. Mai 2010
4. ↑  Umfrage-Archiv von synovate (Politieke Barometer) (Memento des Originals vom 22. Mai 2010 im Internet Archive)  Info: Der Archivlink wurde automatisch eingesetzt und noch nicht geprüft. Bitte prüfe Original- und Archivlink gemäß Anleitung und entferne dann diesen Hinweis. • Resultate von peil.nl (Memento des Originals vom 24. Juli 2011 im Internet Archive)  Info: Der Archivlink wurde automatisch eingesetzt und noch nicht geprüft. Bitte prüfe Original- und Archivlink gemäß Anleitung und entferne dann diesen Hinweis.
5. ↑  NRC: PVV dankt drie zetels aan Limburg, PvdA één aan Groningen, Abruf am 20. Juni 2010.
6. ↑  Peil.nl (Memento des Originals vom 8. November 2012 im Internet Archive)  Info: Der Archivlink wurde automatisch eingesetzt und noch nicht geprüft. Bitte prüfe Original- und Archivlink gemäß Anleitung und entferne dann diesen Hinweis. (mit Anmeldung), "Nieuw Haags Peil 13 juni 2010", Abruf am 20. Juni 2010.
7. ↑  Peil.nl (Memento des Originals vom 8. November 2012 im Internet Archive)  Info: Der Archivlink wurde automatisch eingesetzt und noch nicht geprüft. Bitte prüfe Original- und Archivlink gemäß Anleitung und entferne dann diesen Hinweis. (mit Anmeldung), "Nieuw Haags Peil 20 juni 2010", Abruf am 20. Juni 2010.
8. ↑  Politiekebarometer von Synovate aufgerufen am 21. Juni 2010
9. ↑  NOS.nl: Balkenende stapt op als partijleider.
10. ↑  Nederlanders verdeeld over gewenste coalitie (Memento vom 5. Juli 2010 im Internet Archive) (PDF; 126 kB) aufgerufen am 21. Juni 2010
11. ↑  Peil.nl (Memento des Originals vom 8. November 2012 im Internet Archive)  Info: Der Archivlink wurde automatisch eingesetzt und noch nicht geprüft. Bitte prüfe Original- und Archivlink gemäß Anleitung und entferne dann diesen Hinweis. (mit Anmeldung), Nieuw Haags Peil 13 juni 2010, Abruf am 20. Juni 2010.
12. ↑  VVD-senator Rosenthal informateur voor samenwerking VVD-PVV, Parlement & Politiek, 12. Juni 2010.
13. ↑  Rosenthal: geen coalitie VVD-PVV-CDA (NOS.nl).
14. ↑  Paars-plus voorlopig van de baan (NOS.nl)
15. ↑  Prof. dr. U. Rosenthal, Informateur: Aan de Koningin, Den Haag, 25. Juni 2010 (Memento des Originals vom 29. Juni 2010 im Internet Archive)  Info: Der Archivlink wurde automatisch eingesetzt und noch nicht geprüft. Bitte prüfe Original- und Archivlink gemäß Anleitung und entferne dann diesen Hinweis.
16. ↑  H.D. Tjeenk Willink, Informateur: Aan de Koningin, Den Haag, 5. Juli 2010
17. ↑  Prof. dr. U. Rosenthal / Prof. drs. J. Wallage, Informateurs: Aan de Koningin, Den Haag, 21. Juli 2010 (Memento des Originals vom 24. Juli 2011 im Internet Archive)  Info: Der Archivlink wurde automatisch eingesetzt und noch nicht geprüft. Bitte prüfe Original- und Archivlink gemäß Anleitung und entferne dann diesen Hinweis.
18. ↑  Dr. R.F.M. Lubbers, Informateur: Aan de Koningin, Den Haag, 3. August 2010